# Ga Wat Mangkon MRT
Ga Wat Mangkon (tiếng Thái: สถานีวัดมังกร, phát âm [sā.tʰǎː.nīː wát māŋ.kɔ̄ːn]) là một ga tàu điện ngầm Bangkok MRT trên Tuyến Xanh Dương, là một trong bống nhà ga MRT đẹp nhất; bên cạnh đó là ga Itsaraphap, Sanam Chai và Sam Yot. Nhà ga đặt tên theo Wat Mangkon Kamalawat.

## Vị trí
Nhà ga nằm ngay giữa khu vực kinh doanh của người Thái gốc Hoa (hay còn gọi là phố người Hoa Bangkok), dọc theo đường Charoen Krung khu vực lân cận nút giao Plaeng Nam, và gần với Wat Mangkon Kamalawat (người ta thường gọi là Wat Mangkon, hoặc Leng Noei Yi, theo tiếng Triều Châu), là một quận có nền văn hóa cộng đồng độc đáo gắn liền với lịch sử của người Hoa.
Nó nằm giữa phó quận Samphanthawong, quận Samphanthawong với phó quận Pom Prap, quận Pom Prap Sattru Phai, Bangkok.

## Bố trí ga
| G Tầng trệt  | Đường đi                  | Trạm xe buýt, đường Yaowarat, Wat Mangkon Kamalawat      |
| B1 Hành lang | Hành lang                 | Lối thoát 1–3, và máy bán vé                             |
| B2 Ke ga     | Ke ga 2                   | Blue hướng đi Tha Phra thông qua Bang Sue (Hua Lamphong) |
| B2 Ke ga     | Ke ga, cửa sẽ mở bên phải |                                                          |
| B4 Ke ga     | Ke ga 1                   | Blue hướng đi Lak Song (Sam Yot)                         |
| B4 Ke ga     | Ke ga, cửa sẽ mở bên trái |                                                          |

## Hình ảnh

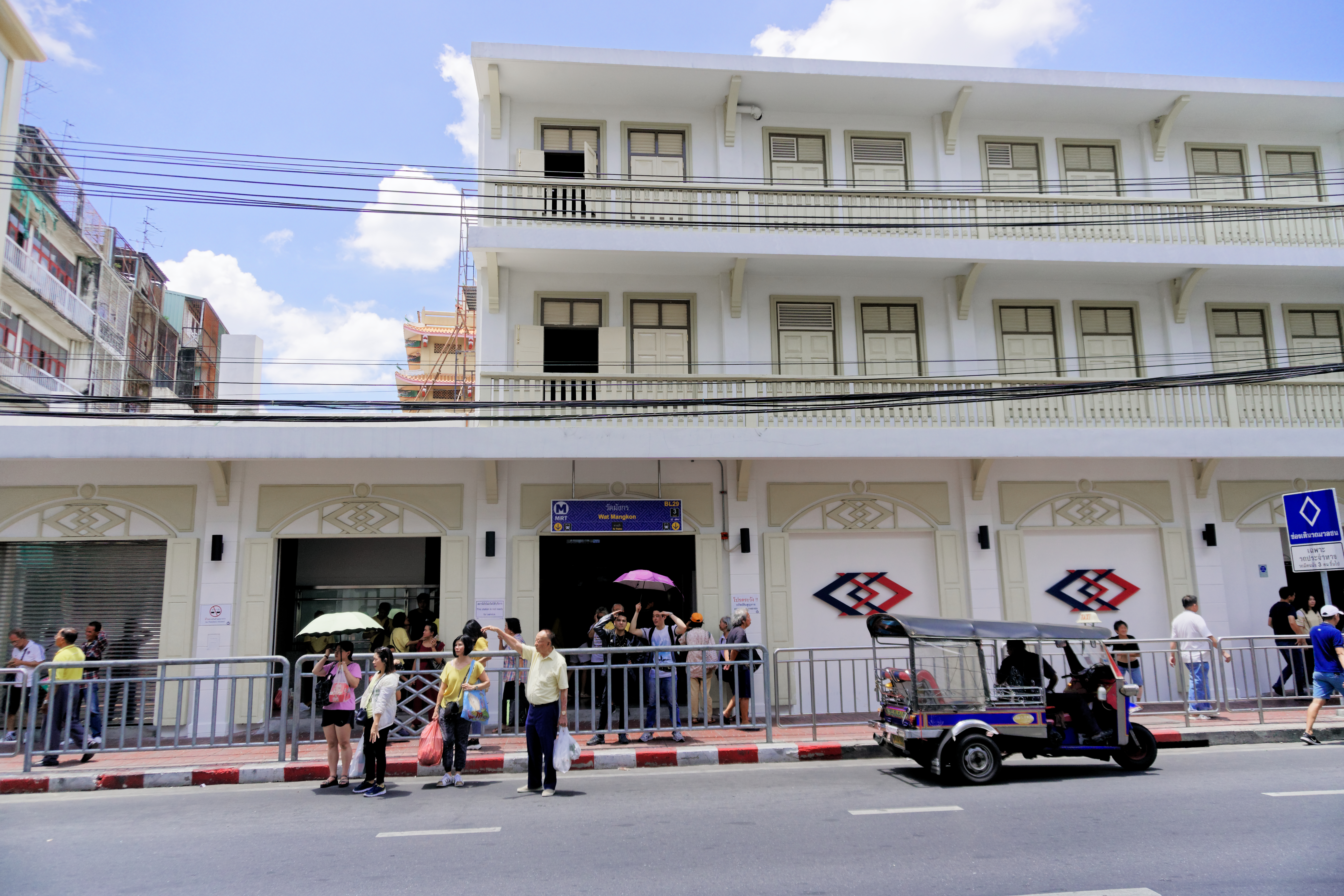
Đối diện nhà ga bên phía Pom Prap
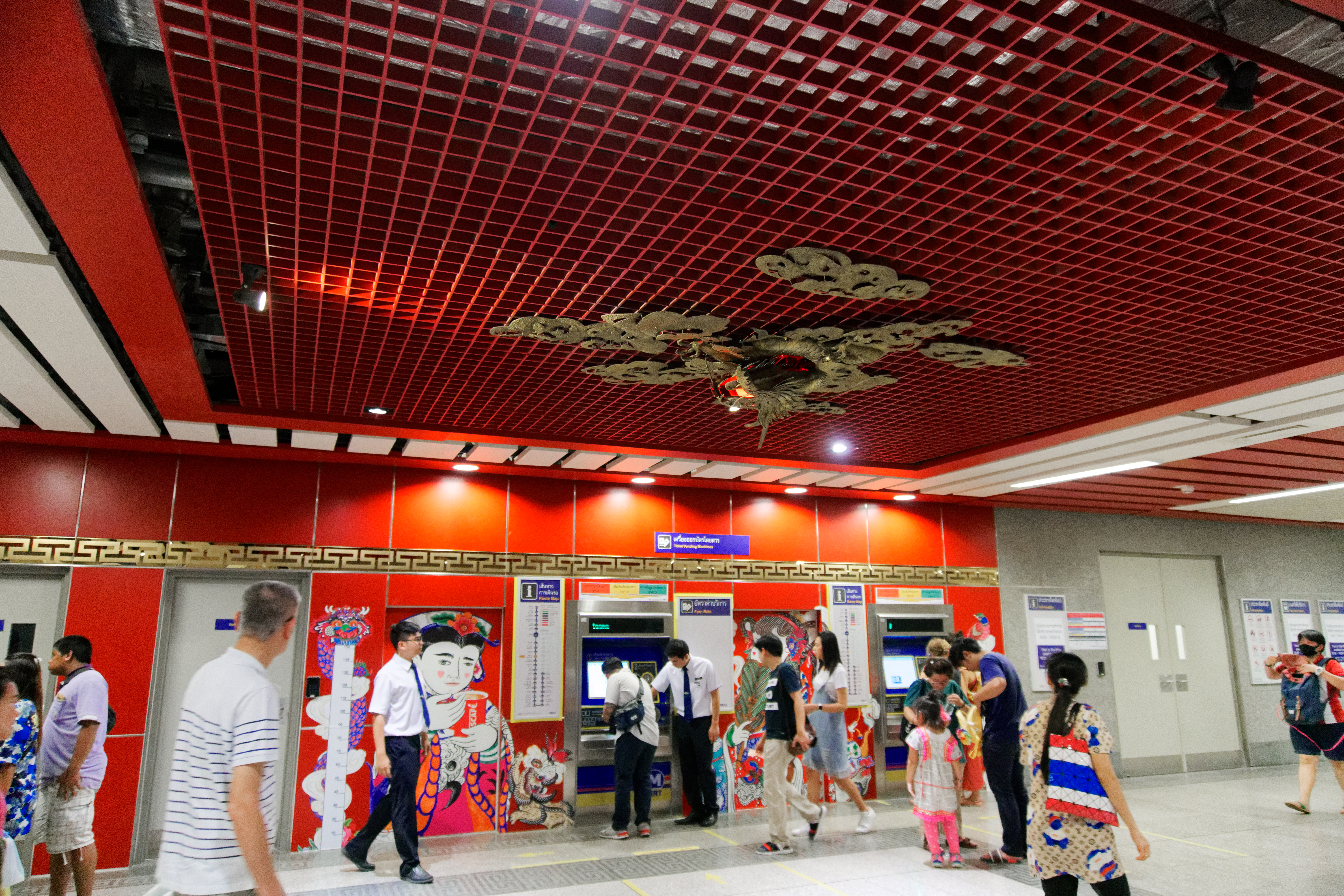
Máy bán vé
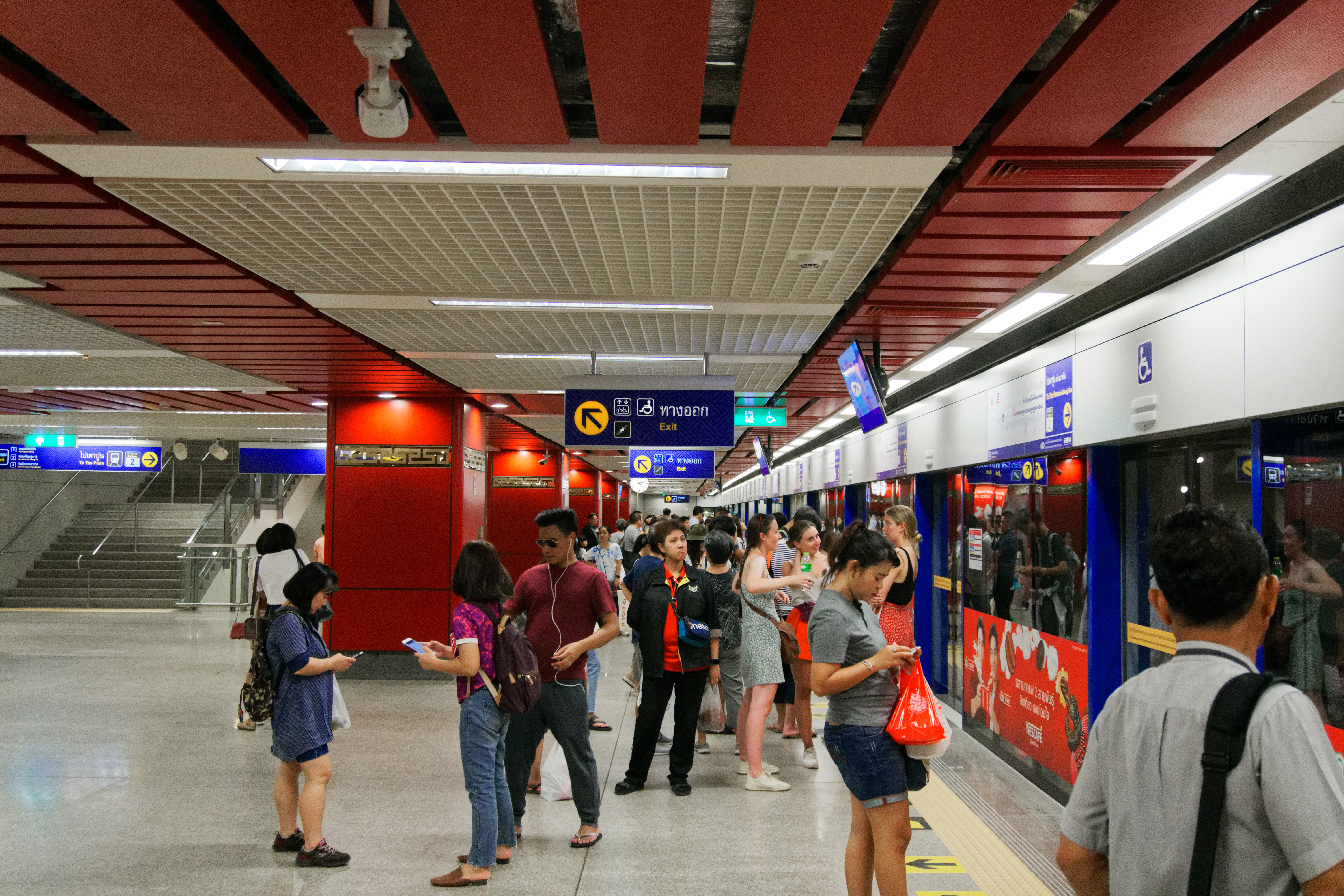
Ke ga 2 đến ga Tha Phra (thông qua Bang Sue)
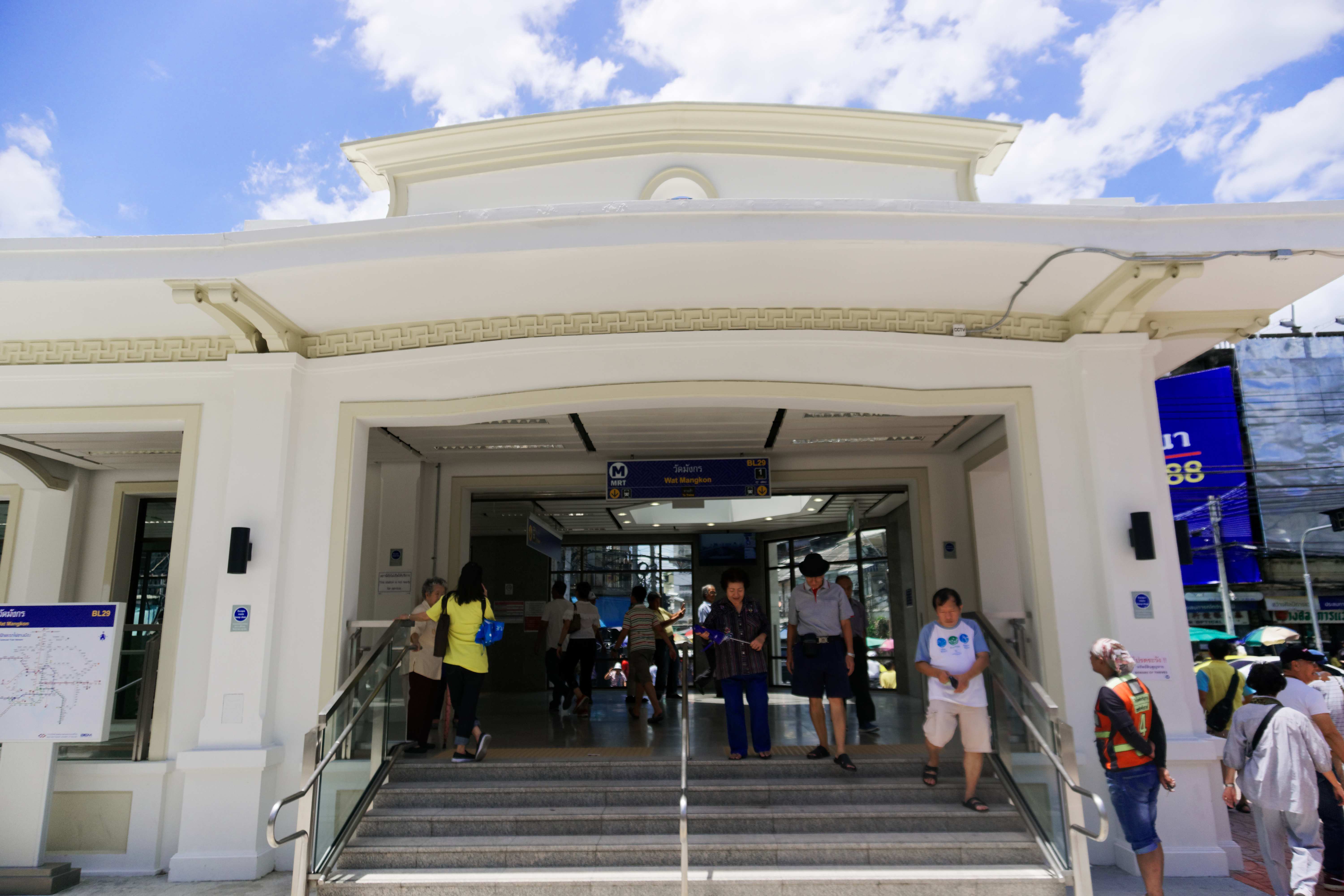
Lối vào 1 trên đường Plaeng Nam
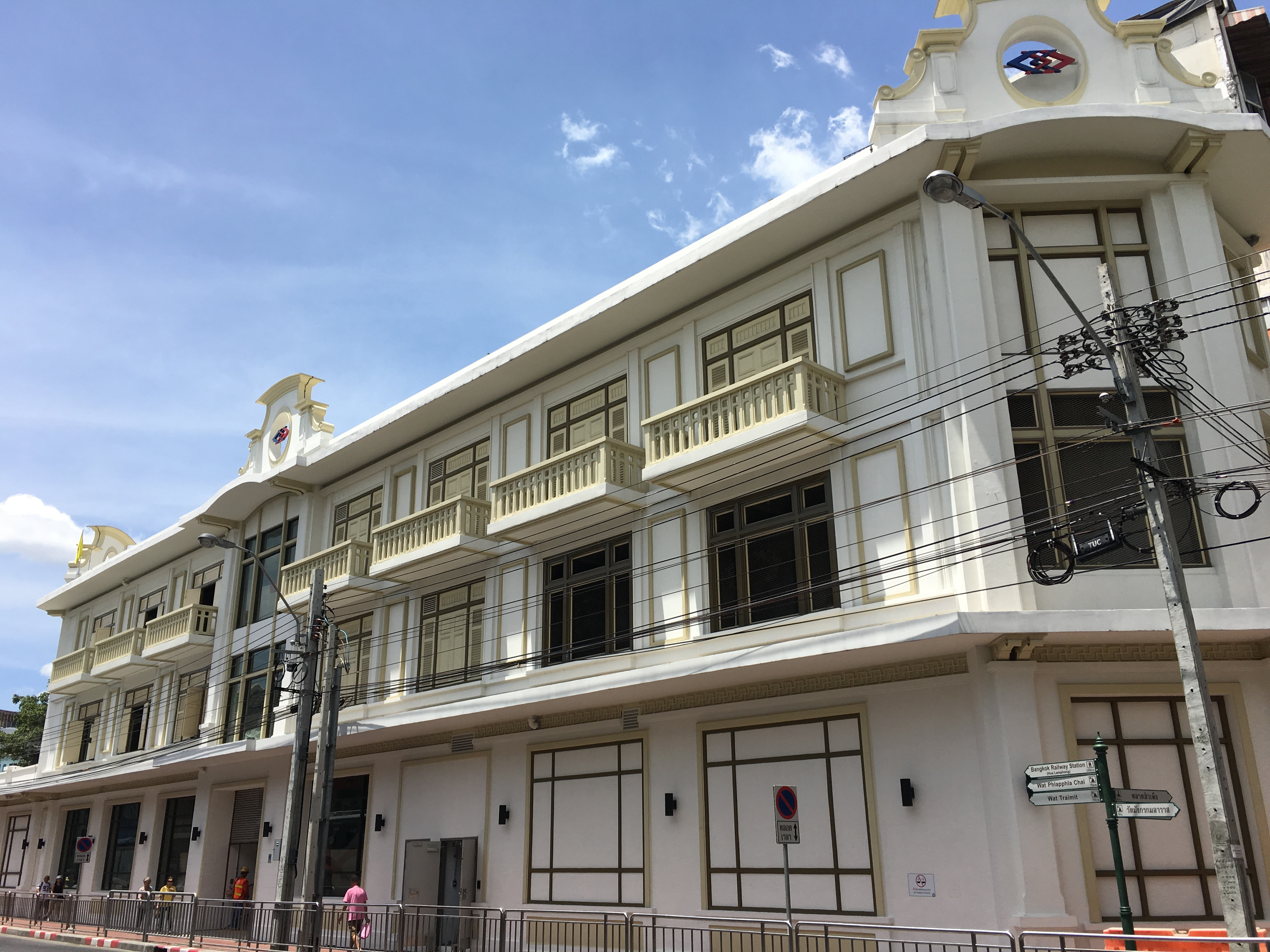
Nhà ga bên phía Samphanthawong (cạnh bên đường Plaeng Nam)
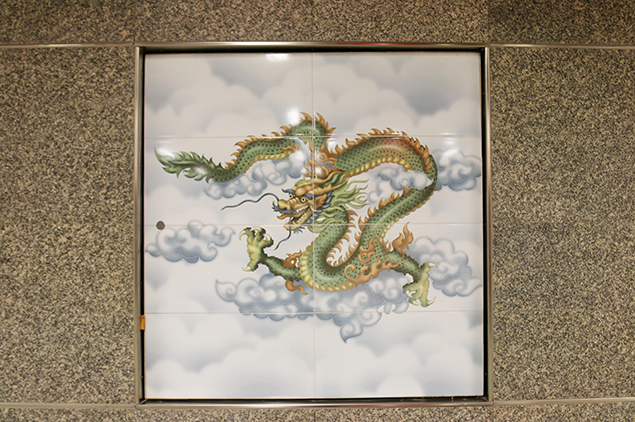
Ảnh rồng
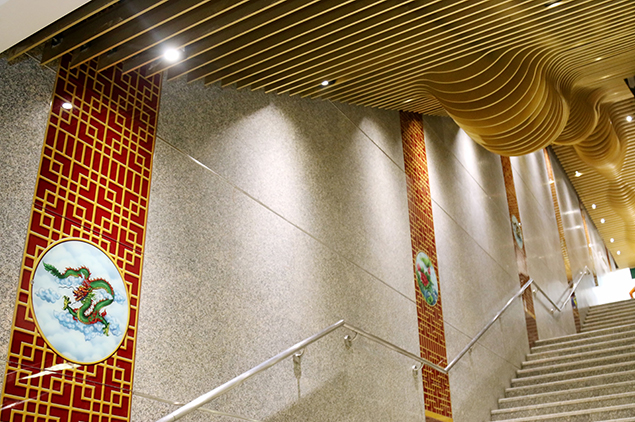
Trần nhà cũng được thiết kế như thể hành khách đang đi bên trong bụng một con rồng.
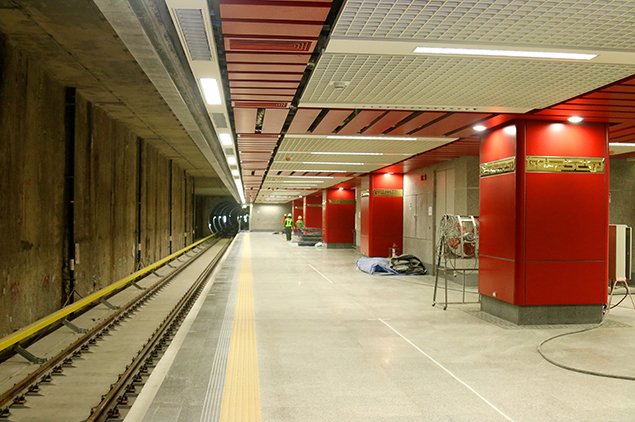
Ke ga lúc đang xây dựng